# Mariana Díaz Leal Arrillaga
Mariana Díaz Leal Arrillaga (Querétaro, 29 maggio 1990) è una calciatrice messicana, attaccante del Santa Teresa.

## Carriera

### Club
Cresciuta nelle file dell'Estudiantes F.C. di Querétaro, nel 2009 si trasferisce per motivi di studio prima in Italia, dove gioca a futsal nel Firenze Calcio a 5, poi in Australia, dove sempre nel futsal vince i North Games con la USC university of the Sunshine Coast. Inizia la sua carriera da professionista nel calcio a 11 nel 2015 con lo Houston Aces, negli Stati Uniti. Il 23 maggio 2015, fa il suo esordio subentrando al minuto 47 e segnando due reti nella vittoria contro il Texas Titans per 4-0.
Dopo due stagioni, nell'estate 2016 passa al San Zaccaria, nella Serie A italiana. Con la squadra ravennate conquista la salvezza ai playout, disputando 13 presenze e segnando anche una rete, il 29 aprile contro il Luserna.

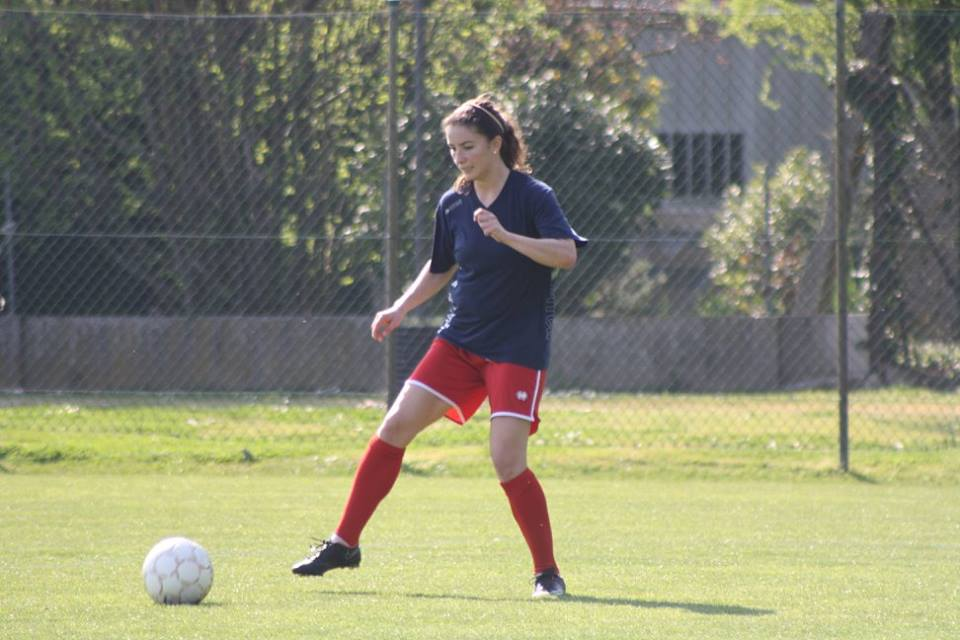
Mariana Díaz durante un riscaldamento con la maglia del San Zaccaria.

Il 1º giugno 2017 torna allo Houston Aces, con il quale va a segno contro il Real Salt Lake Women il 1º luglio nella vittoria esterna per 4-3.
A fine stagione, torna in Europa per vestire la maglia del Santa Teresa, nella Liga spagnola, con cui esordisce il 15 ottobre contro il Granadilla . Segna la sua prima rete il 3 febbraio 2018, contro l'Atlético Madrid.

### Nazionale
A dicembre 2015 viene convocata dalla Nazionale messicana per il torneo di qualificazione alle Olimpiadi 2016, ma pur facendo parte della rosa delle 23 convocate non scende in campo nelle tre partite disputate dalla formazione messicana.

## Statistiche

### Presenze e reti nei club
Aggiornato al 11 aprile 2018.
| Stagione            | Squadra             | Campionato          | Campionato | Campionato | Coppe nazionali | Coppe nazionali | Coppe nazionali | Totale | Totale |
| Stagione            | Squadra             | Comp                | Pres       | Reti       | Comp            | Pres            | Reti            | Pres   | Reti   |
| ------------------- | ------------------- | ------------------- | ---------- | ---------- | --------------- | --------------- | --------------- | ------ | ------ |
| 2015                | Houston Aces        | UWS                 | 4          | 2          | -               | -               | -               | 4      | 2      |
| 2016                | Houston Aces        | WPSL                | 6          | 0          | -               | -               | -               | 6      | 0      |
| 2016-2017           | San Zaccaria        | Serie A             | 13         | 1          | CI              | 2               | 0               | 15     | 1      |
| 2017                | Houston Aces        | UWS                 | 7          | 1          | -               | -               | -               | 7      | 1      |
| Totale Houston Aces | Totale Houston Aces | Totale Houston Aces | 17         | 3          |                 |                 |                 | 17     | 3      |
| 2017-2018           | Santa Teresa        | PD                  | 12         | 3          | CR              | 0               | 0               | 12     | 3      |
| Totale carriera     | Totale carriera     | Totale carriera     | 42         | 7          |                 | 2               | 0               | 44     | 7      |